# Дорогобузький повіт
Дорогобузький пові́т — історична адміністративно-територіальна одиниця у складі Смоленської губернії Російської імперії. Повітовий центр — місто Дорогобуж.

## Історія
Повіт утворено 1708 року під час адміністративної реформи імператора Петра I у складі Смоленської губернії.
1713 року губернії було скасовано й повіт віднесено до Ризької губернії.
1726 року повернуто до складу відновленої Смоленської губернії.
З 1775 по 1796 роки — у складі Смоленського намісництва.
З 1796 — у складі відновленої Смоленської губернії.
Остаточно ліквідований 1927 року за новим адміністративно-територіальним розмежуванням, територія увійшла переважно до складу Дорогобузького і Сафоновського районів.

## Населення
За даними перепису 1897 року в повіті мешкало 104 730 осіб (48 689 чоловіків та 56 041 — жінка), росіяни складали 99,4%. У повітовому місті Дорогобуж мешкало 6486 осіб.

## Адміністративний поділ
На 1913 рік повіт поділявся на 15 волостей:
- Бизюковська;
- Волочковська;
- Вишегорська;
- Дудинська;
- Єгор'євська;
- Какушкинська;
- Кисловська;
- Красно-Болотовська;
- Леоновська;
- Озерищенська;
- Поліжакинська;
- Самцовська;
- Сафоновська;
- Суткинська;
- Успенська.